# ۲۰۱ (پیش از میلاد)
۲۰۱ (پیش از میلاد) ۲۰۱مین سال قبل از تقویم میلادی است.